# Leichtathletik-Länderkampf der Männer 1934 Deutschland – Frankreich
| 6. Leichtathletik-Länderkampf mit deutscher Beteiligung 1934 | 6. Leichtathletik-Länderkampf mit deutscher Beteiligung 1934 |
| ------------------------------------------------------------ | ------------------------------------------------------------ |
|                                                              |                                                              |
| Ländervergleich der Männer: Deutschland – Frankreich         |                                                              |
| Austragungsort                                               | Magdeburg                                                    |
| Wettbewerbe                                                  | 15                                                           |
| Datum                                                        | 23. September 1934                                           |
| 1. GER 2. FRA                                                | 93 Punkte 55 Punkte                                          |
| Chronik                                                      |                                                              |
| ← GER-FIN (M)                                                | erster LK 1935:00 SUI-GER (M) →                              |

Der sechste und letzte Vergleich des Leichtathletik-Länderkampfjahrs 1934 führte die deutschen Männer zu ihrer traditionellen Begegnung mit Frankreich. Als 29. Länderkampf der Männer und 35. Länderkampf insgesamt wurde die Begegnung am 23. September in Magdeburg ausgetragen. Auch dieses neunte Aufeinandertreffen der beiden Länder endete mit einem klaren Erfolg des deutschen Teams. Der Endstand lautete 93 zu 55 Punkte.

## Modus
Wie in allen bisherigen Vergleichen mit Frankreich sowie den Begegnungen mit Schweden und Finnland zuvor wurde nach dem später standardisierten Format gewertet. Einzeldisziplinen: Pl. 1: 5 P, Pl. 2: 3 P, …, Pl. 4: 1 P / Staffeln: Pl. 1: 3 P, Pl. 2: 1 P.

## Wettbewerbe
Das Wettkampfangebot war dasselbe wie in den vorangegangenen Länderkämpfen mit Frankreich. Das in den Aufeinandertreffen mit Schweden und Finnland erweiterte Programm wurde hier wieder auf den bisher üblichen Standard mit fünfzehn Disziplinen gekürzt und die Begegnung wurde an einem Tag ausgetragen.

## Legende
Kurze Übersicht zur Bedeutung der Symbolik – so üblicherweise auch in sonstigen Veröffentlichungen verwendet:
| DSQ | disqualifiziert |

## Resultate

### 100 m
| Platz | Athlet            | Land | Zeit (s) |
| ----- | ----------------- | ---- | -------- |
| 1     | Erich Borchmeyer  | GER  | 10,7     |
| 2     | Erwin Gillmeister | GER  | 11,1     |
| 3     | Robert Paul       | FRA  | 11,5     |
| 4     | Marcel Ragot      | FRA  | 11,7     |

### 200 m
| Platz | Athlet          | Land | Zeit (s) |
| ----- | --------------- | ---- | -------- |
| 1     | Gerd Hornberger | GER  | 22,3     |
| 2     | Egon Schein     | GER  | 22,5     |
| 3     | Georges Guillez | FRA  | 22,7     |
| 4     | Prudent Joye    | FRA  | 23,1     |

### 400 m
| Platz | Athlet           | Land | Zeit (s) |
| ----- | ---------------- | ---- | -------- |
| 1     | Harry Voigt      | GER  | 49,1     |
| 2     | Pierre Skawinski | FRA  | 49,3     |
| 3     | Raymond Boisset  | FRA  | 50,1     |
| 4     | Helmut Hamann    | GER  | 50,3     |

### 800 m
| Platz | Athlet             | Land | Zeit (min) |
| ----- | ------------------ | ---- | ---------- |
| 1     | Wolfgang Dessecker | GER  | 1:54,1     |
| 2     | Ewald Mertens      | GER  | 1:55,3     |
| 3     | Raymond Petit      | FRA  | 1:56,3     |
| 4     | Jean Keller        | FRA  | 2:03,0     |

### 1500 m
| Platz | Athlet          | Land | Zeit (min) |
| ----- | --------------- | ---- | ---------- |
| 1     | Roger Normand   | FRA  | 3:59,8     |
| 2     | Edmund Stadler  | GER  | 4:01,0     |
| 3     | Werner Böttcher | GER  | 4:01,9     |
| 4     | Gaston Leduc    | FRA  | 4:04,3     |

### 5000 m
| Platz | Athlet           | Land | Zeit (min) |
| ----- | ---------------- | ---- | ---------- |
| 1     | Raymond Lefebvre | FRA  | 15:27,9    |
| 2     | Max Syring       | GER  | 15:28,4    |
| 3     | Walter Schönrock | GER  | 15:39,3    |
| 4     | Roger Rérolle    | FRA  | 16:10,0    |

### 110 m Hürden
| Platz | Athlet         | Land | Zeit (s)                                          |
| ----- | -------------- | ---- | ------------------------------------------------- |
| 1     | Erwin Wegner   | GER  | 15,1                                              |
| 2     | Pierre Bernard | FRA  | 15,4                                              |
| 3     | Henri Bernard  | FRA  | 15,9                                              |
| DSQ   | Willi Welscher | GER  | als 2. wegen Reißens von 3 Hürden disqualifiziert |

In dieser Zeit wurde das Reißen von mehr als zwei Hürden immer noch mit einer Disqualifikation bestraft.

### 4 × 100 m Staffel
| Platz | Besetzung       | Land                                                           | Zeit (s) |
| ----- | --------------- | -------------------------------------------------------------- | -------- |
| 1     | Deutsches Reich | Egon Schein Erwin Gillmeister Gerd Hornberger Erich Borchmeyer | 42,1     |
| 2     | Frankreich      | Robert Paul Marcel Ragot Georges Guillez Claude Heim           | 43,4     |

### 4 × 400 m Staffel
| Platz | Besetzung       | Land                                                          | Zeit (min) |
| ----- | --------------- | ------------------------------------------------------------- | ---------- |
| 1     | Deutsches Reich | Helmut Hamann Adolf Metzner Hans Scheele Harry Voigt          | 3:18,0     |
| 2     | Frankreich      | Pierre Skawinski Prudent Joye Georges Guillez Raymond Boisset | 3:22,4     |

### Hochsprung
| Platz | Athlet          | Land | Höhe (m) |
| ----- | --------------- | ---- | -------- |
| 1     | Gustav Weinkötz | GER  | 1,85     |
| 2     | Hans Martens    | GER  | 1,80     |
| 3     | René Poirier    | FRA  | 1,75     |
| 4     | Claude Heim     | FRA  | 1,60     |

### Stabhochsprung
| Platz | Athlet           | Land | Höhe (m) |
| ----- | ---------------- | ---- | -------- |
| 1     | Gustav Wegner    | GER  | 3,90     |
| 2     | Siegfried Schulz | GER  | 3,70     |
| 3     | André Crepin     | FRA  | 3,60     |
| 4     | Robert Vintousky | FRA  | 3,60     |

### Weitsprung
| Platz | Athlet        | Land | Weite (m) |
| ----- | ------------- | ---- | --------- |
| 1     | Luz Long      | GER  | 7,27      |
| 2     | Robert Paul   | FRA  | 7,20      |
| 3     | Erich Biebach | GER  | 7,21      |
| 4     | Claude Heim   | FRA  | 7,15      |

### Kugelstoßen
| Platz | Athlet         | Land | Weite (m) |
| ----- | -------------- | ---- | --------- |
| 1     | Hans Woellke   | GER  | 15,86     |
| 2     | Willy Schröder | GER  | 15,56     |
| 3     | Paul Winter    | FRA  | 13,64     |
| 4     | Alfred Probst  | FRA  | 13,28     |

### Diskuswurf
| Platz | Athlet                | Land | Weite (m) |
| ----- | --------------------- | ---- | --------- |
| 1     | Paul Winter           | FRA  | 49,92     |
| 2     | Hans-Heinrich Sievert | GER  | 47,14     |
| 3     | Hans Fritsch          | GER  | 44,38     |
| 4     | Alfred Probst         | FRA  | 39,92     |

### Speerwurf
| Platz | Athlet            | Land | Weite (m) |
| ----- | ----------------- | ---- | --------- |
| 1     | Gottfried Weimann | GER  | 63,54     |
| 2     | Herbert Steingroß | GER  | 60,98     |
| 3     | Marc Doré         | FRA  | 58,82     |
| 4     | Alfred Gassner    | FRA  | 53,63     |